# アイギス

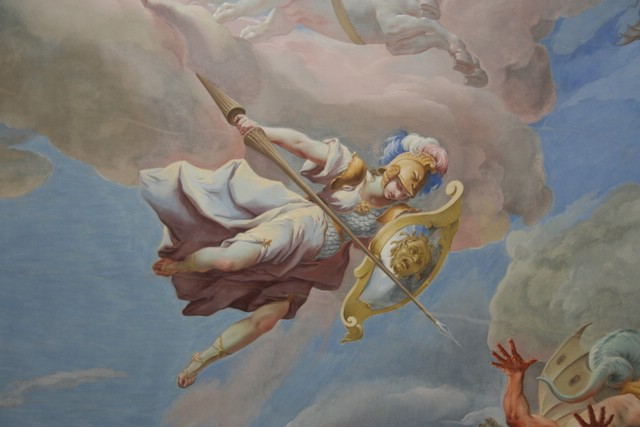
アイギスを手に闘うアテーナー。

アイギス（古代ギリシャ語: Αιγίς, ラテン文字転写: Aigis）とは、ギリシア神話に登場する防具。名は「猛烈な暴風」を意味する。主神ゼウスのものとも、ゼウスが娘の女神アテーナーに貸し与えたものともされる。ありとあらゆる邪悪・災厄を払う魔除けの能力を持つとされている（ゼウスの防具とされる際は、天空と雷の神である彼の性質から雲の象徴ともされる）。起源についても諸説あるが、鍛冶神ヘーパイストスによって作られたとされるものが多く、形状は盾であるとも、胸当てであるとも伝えられており、定かではない。エウリピデスによれば、元々はゴルゴーンが所有していた、山羊皮で作られた盾であったとされる。幼少時のゼウスに乳を与えた山羊・アマルテイアの皮が張られているとも言われる。なお、「アイギス」とは元々、山羊皮を使用した防具全般を指す名称であった。
ラテン語ではアエギス (Aegis)、英語ではイージス (Aegis, Egis)。日本語ではその他、アイジス、エイジス、エージスなどの呼称、表記もされる。

## 神話

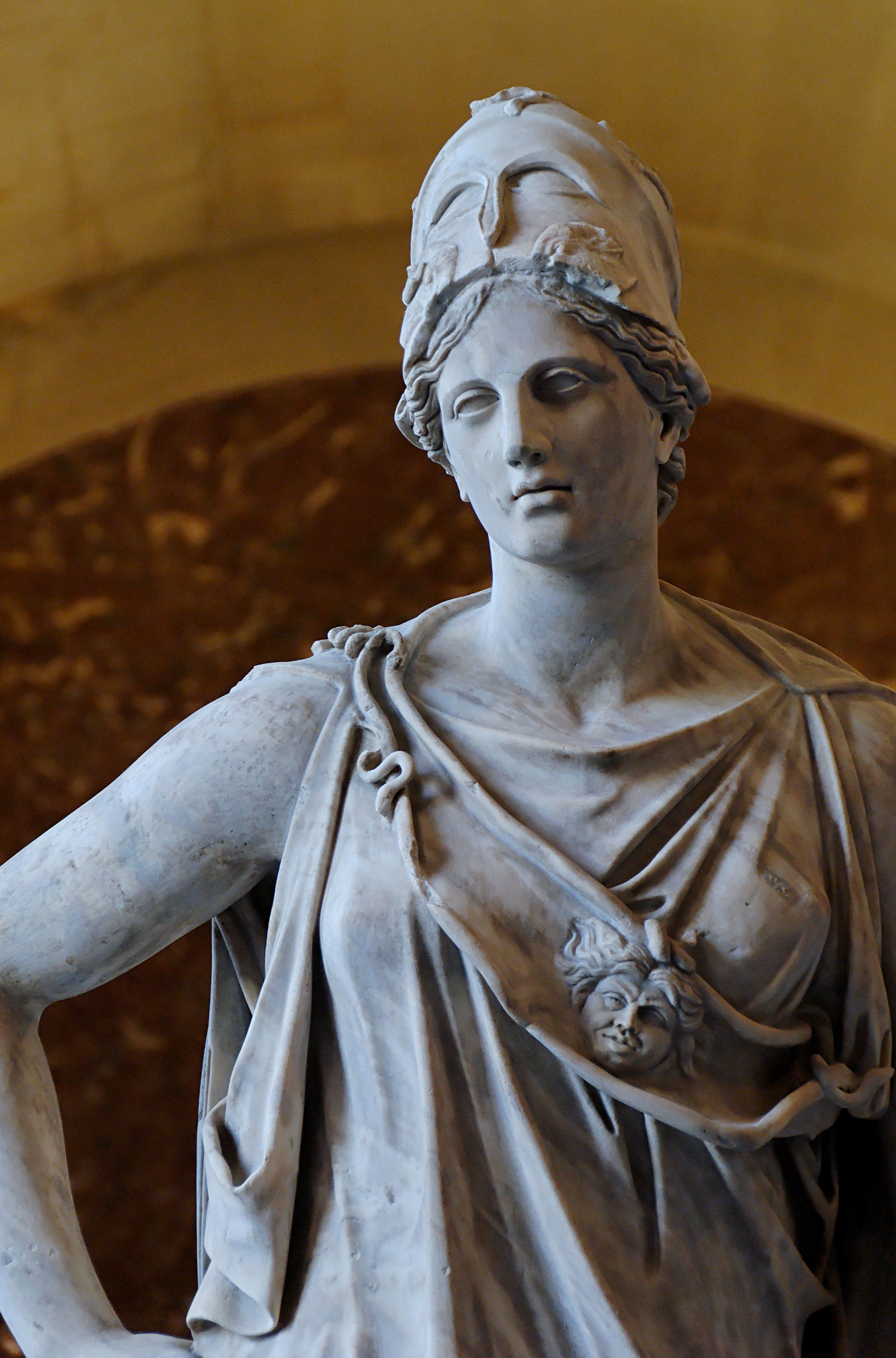
アテーナーの立像。彼女の胸当てには、しばしばメドゥーサらしき顔が彫り込まれている。

ギリシア神話においては、アイギスがアテーナーに与えられた後、英雄ペルセウスが、目を合わせた者を石化させてしまう魔物メドゥーサを討伐し、その首を持ち帰ってアテーナーに捧げると、アテーナーはその首をアイギスにはめ込んだと伝えられている。メドゥーサの持つ、目を見た相手を石化させてしまう能力は首を斬り落とされた後も残り続けており、ペルセウスはメドゥーサの首を持ち帰る際、いくつかの局面（巨神アトラースに会った時、ケーペウス王の娘アンドロメダーを救出するために怪物を倒す時、アンドロメダーとの結婚の祝宴中に乱闘が発生した時など、ただしこれらについては諸説ある）においてメドゥーサの首を使って相手を石化させている。アテーナーはその首をアイギスに取り付けることで、アイギスをより優れた防具にしたという。
なお、ペルセウスがメドゥーサを討伐する際、彼がメドゥーサの姿を見て石化するのを防ぐため、アテーナーはペルセウスに、青銅鏡のように輝く楯を貸した。ペルセウスは眠っているメドゥーサに忍び寄る時、盾を利用してメドゥーサの姿を直接見ることなく近づいたため、石化することなく首をはねることに成功した（近づく時の方法は、楯を通してメドゥーサを見ながらだとも、盾の表面に映るメドゥーサを見ながらだとも、それ以外の方法だったとも言われる）。この時に使われる盾がアイギスだと言われることもある。ただし、形状については上記の様に、肩当てまたは胸当てとして伝えるものもある。